# بجماليون (ملك صور)
بجماليون (840–832 ق.م.) هو ملك صور الذي تولى الحكم خلفًا لوالده ماتان الأول في الفترة من عام 831 قبل الميلاد وحتى عام 785 قبل الميلاد، وهو شقيق ديدو ملكة قرطاج الأسطورية والمعروفة أيضًا باسم عليسة.
نقلت مملكة صور تحت حكم بجماليون مركزها التجاري من منطقة الشرق الأوسط إلى منطقة البحر الأبيض المتوسط عن طريق بناء مستعمرات جديدة لها في المنطقة مثل كيتيون في قبرص وسردينيا، وقرطاج وفقًا لبعض الروايات.

## لمحة تاريخية
يُعتبر المؤرخ اليهودي يوسيفوس فلافيوس وكتابه ضد أبيون i.18، الذي استشهد فيه بكتابات المؤرخ الفينيقي ميناندر الأفسسي الذي ولد وعاش في أفسس في القرن الثاني قبل الميلاد، هو المصدر الأولي للمعلومات المتوفّرة لنا حاليًا عن الملك بجماليون. وتقول هذه الكتابات أنه عاش ستاً وخمسين سنة، تولى فيها العرش لمدة سبعاً وأربعين سنة، وفي السنة السابعة من ملكه، هربت أخته منه، وبنت مدينة قرطاج في ليبيا. فإذا جاز الوثوق بهذا الاستشهاد، يُمكن التأريخ لفترة حكم بجماليون اعتمادًا على تاريخ تأسيس قرطاج، وهنا تطرح المصادر الكلاسيكية القديمة رأيين: أحدهما يقول أن تأسيس قرطاج كان في عام 825 قبل الميلاد، والآخر يقول أنه كان في عام 814 قبل الميلاد. يعود الرأي القائل بتأسيس قرطاج في عام 814 قبل الميلاد إلى كتابات المؤرخ اليوناني تيماوس الذي عاش في الفترة ما بين عامي 345–260 قبل الميلاد، وهو الرأي الأكثر قبولًا بين المؤرخين والعلماء المُختصين، بينما يعود الرأي القائل بأن تأسيس قرطاج كان في عام 825 إلى كتابات المؤرخ بومبيوس تروجوس الذي عاش في القرن الأول قبل الميلاد، الذي لم يعد كتابه الرابع والأربعون «تاريخ فيليبي» مذكورًا إلا بشكل مختصر في أعمال المؤرخ الروماني جوستين. رجّح المؤرخ ج. ليفر في مقال له نُشر في عام 1951 فرضية العام 825 ورأى أنّها تتمتع ببعض المصداقية إذا أخذنا بعين الاعتبار الوقت المنقضي بين ذلك التاريخ وبين تاريخ بدء بناء هيكل سليمان، والمُقدر بنحو 143 سنة و8 أشهر وفقًا لكتابات يوسيفوس المعتمدة على نصوص ميناندر التاريخيّة، وهو ما يتفق تمامًا مع ذلك التاريخ. بحسب نصوص الكتاب المُقدس، وبالتحديد في سفر الملوك الأول 6: 1، فقد بدء بناء هيكل سليمان في عام 967 قبل الميلاد في السنة الرابعة لحكم سليمان، ويتوافق هذا مع التاريخ الذي قدّره معظم المؤرخين لنهاية حكم سليمان الذي دام أربعين عامًا، أي 932 أو 931 قبل الميلاد، وبالتالي فإنّ فرضية العام 814 قبل الميلاد تُصبح محل شك، حيث تتعارض مع التاريخ المُقدر لبناء الهيكل، والذي يُفترض أنه سبق تأسيس قرطاج بنحو 143 أو 144 سنة.
قدم ليفر دليلًا آخر يدعم فرضية العام 825، ويتمثل في للنصوص التي وُجدت على المسلة السوداء لشلمنصر الثالث التي تُشير إلى أن الملك بعل إيسر الثاني دفع الجزية لشلمنصر الثالث، ملك آشور، حيث وجدت الدراسات اللغوية أنها أشارت للملك البعلي مانزر في بعض الأحيان باسم بلازيروس وهو نفسه الملك بعل إيسر الثاني جد بجماليون. وتُشير كتابات يوسيفوس المبنية على نصوص مينادر الأفسسي إلى أن بالازيروس أو بعل إيسر الثاني حكم لمدة ست سنوات، ثُم خلفه في الحكم ابنه وخليفته ماتينوس أو ماتان الأول، أي أن هناك فارق زمني يُقدر بنحو 22 عامًا بين بداية حكم بعل إيسر الثاني والسنة السابعة من حكم بجماليون، وإذا كانت هذه السنوات الـ 22 قد أعقبت دفع الملك بعل إيسر الثاني للجزية للملك الأشوري شلمنصر الثالث، فإن فرضية العام 814 لن تكون صحيحة وفقًا لتلك الحسابات، بينما يُمكن أن تتناسب فرضية العام 825 مع هذه الحسابات، والتي بناءًا عليها يكون العام الأخير لبلازيروس في الحكم هو العام 841 قبل الميلاد، والذي يتزامن مع دفعه الجزية للملك شلمنصر.
كانت الأدلة التي أوردها ليفر في مقاله، والتي اعتمد أحدها على نصوص تاريخية مكتوبة بينما اعتمد الآخر على النقوش التي وجدت على المسلة السوداء، مقنعة لعدد من الباحثين مثل ج. م. بينويلا، وفرانك مور كروس، ووليام هـ. بارنز، فقد أشار بينويلا إلى أن هناك فرضية يُمكنها أن توفق ما بين الفرضيتين التاريخيتين المتعلقتين بتأسيس قرطاج والمُستمدتين من أعمال المؤرخين الكلاسيكيين. وتقول هذه الفرضية بأن العام 825 قبل الميلاد هو العام الذي فرت فيه ديدو من صور هربًا من أخيها بجماليون، ولكنها لم تصل إلى مدينة قرطاج إلا بعد مرور 11 عامًا، أي في عام 814 قبل الميلاد. ويقول يوسيفوس في كتابه ضد أبيون i:18، نقلاً عن ميناندر الأفسسي، إنه في السنة السابعة من حكم بجماليون، هربت أخته منه، وبنت مدينة قرطاج في ليبيا. هناك حدثان مذكوران هنا، وهما الهروب من صور، وتأسيس قرطاج. وتشير التعبيرات اللغوية المستخدمة إلى أن أول هذه الأحداث كانت رحلة ديدو، التي حدثت في السنة السابعة من حكم بجماليون. وما بين الحدثين جرى ما يلي: أبحرت ديدو بسفنها إلى قبرص مصطحبة معها 80 رجلاً. وفي نهاية المطاف، وصلت السفن الصورية إلى الساحل الشمالي لإفريقيا، حيث حصلت ديدو على إذن بالبناء على جزيرة في ميناء المكان والذي يُعتقد أنّه مكان بناء مدينة قرطاج الحالية. وهكذا افترض بينويلا أن هناك فترة زمنية قد انقضت قبل تأسيس مدينة قرطاج أي أن تأسيس قرطاج على الفور. استولت ديدو على جزيرة صغيرة في الميناء القرطاجي حيث استقرت بسفنا، وقامت بتحصين الجزيرة التي استخدمتها كمقر لقلعة خاضت عبرها حربًا ضد الأفارقة الذين عزلوها عن الشاطئ.
ذكر جاستين (١٨: ٥ ١٠-١٧) أيضًا الوقت الذي قضاه في هذه الجزيرة، والتي اسماها كوتون، وقال إن ديدو ورفاقها بنوا دائرة من المنازل هناك. توصلت ديدو في النهاية إلى اتفاق سلمي مع سكان البر الرئيسي، ووافقوا على منح الصوريين الإذن ببناء مدينتهم على الساحل. أكد بينويلا أن هذه الأحداث المتتابعة ما بين المغادرة من صور والتقارب النهائي مع سكان الساحل الأفريقي الشمالي على البر الرئيسي تفسر فارق الأحد عشر عامًا بين تاريخ بومبيوس تروجوس عام 825 قبل الميلاد وتاريخ 814 المشتق من مؤلفين كلاسيكيين آخرين لتأسيس قرطاج.
ساعد هذا التفسير بعض المؤرخين مثل فرانك مور كروس وح. بارنز، على فهم التسلسل الزمني لتلك الحقبة وتحديد التواريخ بصورة أكثر دقة والتي بيناها على النحو التالي:
- بعل إيسر الثاني: استمر حكمه طوال الفترة ما بين عامي 846-841 قبل الميلاد.
- ماتان الأول: استمر حكمه بدءًا من عام 840 قبل الميلاد وحتى وفاته في عام 832 قبل الميلاد.
- بجماليون: تولى الحكم في عام 831 قبل الميلاد.
- ديدو (أو عليسة): غادرت صور هربًا من أخيها بجماليون في عام 825 قبل الميلاد، وقد تزامن ذلك مع العام السابع من حكم بجماليون.
- بعد عام 825 قبل الميلاد: بقيت ديدو بصحبة رجالها في جزيرة قبرص لبعض الوقت.
- في الفترة ما بين عامي 825 قبل الميلاد و814 قبل الميلاد: قام الصوريون ببناء مستوطنة لهم في جزيرة كوتون.
- 814 قبل الميلاد: أسست ديدو مدينة قرطاج على الساحل الرئيسي للبحر الأبيض المتوسط.
- 785 قبل الميلاد: وفاة بيجماليون.

## الأدلة التاريخية

### حجر نورا

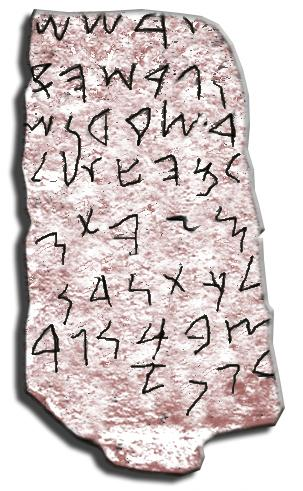
النقوش على حجر نورا

تُعد نقوش حجر نورا الذي عُثر عليه في سردينيا عام 1773، أحد الأدلة التاريخية الكتابية على صحة التسلسل الزمني السابق، وعلى الرغم من نسيان الموضع الدقيق لاكتشاف، فإن تاريخه يرجع إلى القرن التاسع قبل الميلاد، وهو ما يتضح من أساليب الكتابة القديمة المُستخدمة في نصوصه. وقد فسر المؤرخ فرانك مور كروس عام 1972 النقش الفينيقي المكتوب على هذا الحجر على أنه يحتوي على إشارة إلى الملك «بوماي»:
لقد حارب مع السردينيين في ترشيش وطردهم. وبينه وبين السردينيين سلام: ميلكاتون بن شبنة، قائد جيوش بوماي.
أعاد فرانك مور كروس صياغة الجزء العلوي المفقود من اللوح، والمقدر بنحو سطرين بناءًا على محتوى بقية النقش، في إشارة إلى معركة تم خوضها والانتصار فيها. وقد خمن كروس أن ترشيش هنا يمكن فهمها بسهولة على أنها اسم مدينة في سردينيا، ومن المفترض أنها نورا أو موقع قديم قريب، وأن كلمة بوماي في السطر الأخير عبارة عن صيغة مختصرة لاسم ملك شبنة، والتي تحتوي فقط على الاسم الإلهي، وهي طريقة اختصار ليست نادرة في اللهجات الفينيقية واللهجات الكنعانية وثيقة الصلة بها. ونظرًا لوجود ملك واحد فقط لصور يحمل هذا الاسم المُختصر في القرن التاسع قبل الميلاد، فقد استنتج كروس ان هذا الاسم استُخدم ليُشير إلى بجماليون.
ليس هناك إجماع حتى الآن على وجود قراءة صحيحة لهذا للنقوش المكتوبة على حجر نورا، بل لم يحاول معظم العلماء تقديم ترجمة لهذا النص، في حين تقول إحدى التفسيرات المُقترحة أن النص كان يتحدث عن إله، ويشكره لوصول المسافرين بآمان بعد انتهاء العاصفة.

### دفع الجزية لشلمنصر الثالث ملك أشور
نشر الكاتب وعالم الآثار العراقي فؤاد سفر في عام 1951 سجل دفع الجزية من الملك بعلي معنزر ملك صور، إلى شلمنصر الثالث ملك آشور عام 841 قبل الميلاد. وتبع ذلك العديد من الدراسات التي حاولت ربط هذا البعلي معنزر بقائمة الملوك الواردة في اقتباسات يوسيفوس عن كتابات ميناندر الإفسسي. وقد قيل، بناءًًا على الاعتبارات اللغوية، أن الاسم الوارد في النص الآشوري يمكن مطابقته للاسم فينيقي «بعل عازور» واليوناني بعل إيسر أو بالازيروس، وهو اسم يتوافق مع اثنين من ملوك صور الوارد ذكرهما في قائمة ميناندر. كان بالازيروس الأول ابنًا لحيرام الأول، الذي عاصر داود وسليمان، وبما أنّ الاسم الثاني يُشير إلى جد بجماليون، فإنّ هذا يدعم صحة التسلسل الزمني المذكور.